# Schlesier

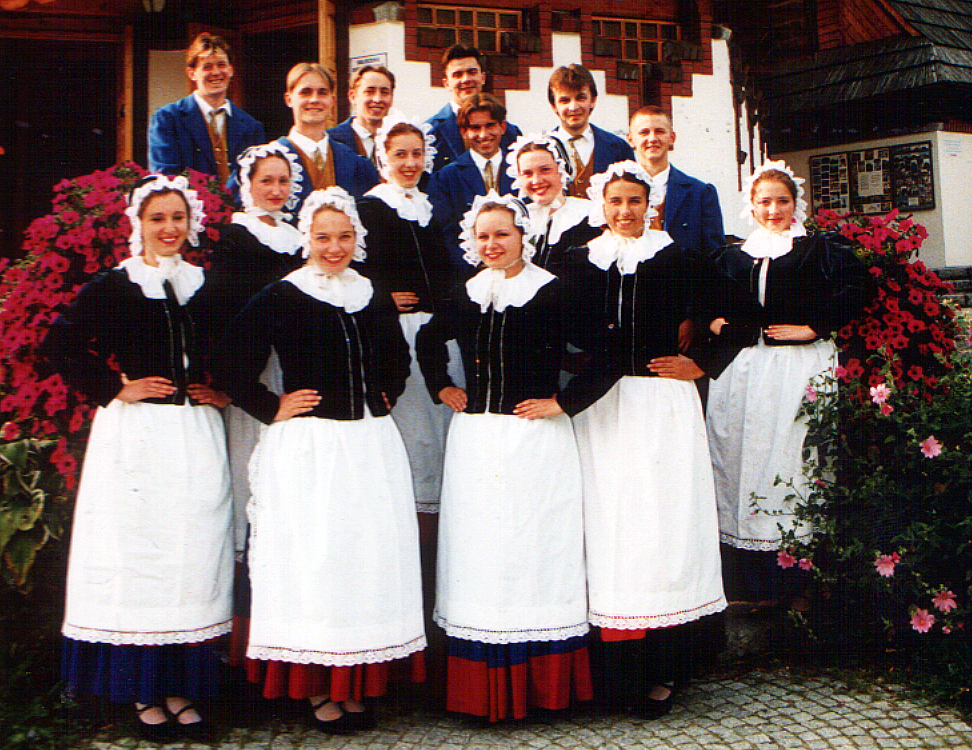
Tracht aus Niederschlesien

Als Schlesier (polnisch Ślązacy; schlesisch Schläsinger; schlonsakisch Ślůnzoki; tschechisch Slezané) wird eine Person deutscher, österreichischer, polnischer oder tschechischer Staatsangehörigkeit bezeichnet, die aus der Region Schlesien und dem ehemaligen Österreichisch-Schlesien stammt.

## Geschichtliches
In der zweiten Hälfte des 2. Jahrtausends v. Chr. existierte in Schlesien die spätbronzezeitliche Lausitzer Kultur, die keiner antiken Ethnie eindeutig zugeordnet werden kann. Um die Zeitenwende wurde Schlesien von den aus dem Norden einwandernden Vandalen besiedelt, deren Hauptstämme die Hasdinger, Lugier und Silinger waren. Römische Autoren dieser Zeit bezogen diese Völker in ihre Berichte über die Magna Germania ein. Archäologische Funde bezeugen, dass in vorgermanischer Zeit auch Kelten in dieser Gegend beheimatet waren. Spätere Fundorte belegen, dass keltische und germanische Kulturstile miteinander verschmolzen. Die Vandalen zogen im Zuge der Völkerwanderung zum Großteil in Richtung Süden ab, wobei viele Sippen in Schlesien verblieben. Die nachrückenden Slawen lebten zunächst neben den verbliebenen Vandalen. Auch hier bezeugen archäologische Fundstellen, dass beide Völker miteinander verschmolzen sind. Orte größerer kriegerischer Auseinandersetzungen sind nicht bekannt.
Im Anschluss an die Antike wechselten die Herrschaften. Anfangs gehörte Schlesien zum Großmährischen Reich, wurde dann durch den von dem deutschen Kaiser eingesetzten Herzog Boleslav II. von Böhmen aus regiert. Um 990 gelangte Schlesien dann an Mieszko, den ersten Herzog der Polanen und ebenfalls Vasall des deutschen Kaisers Otto III. Das Land war recht dünn besiedelt, und nachdem vier Fünftel der Bevölkerung durch den Mongolensturm umgekommen waren, bemühten sich die schlesischen Piasten im 13. Jahrhundert um deutsche Kolonisten, so dass bis zur Vertreibung der Deutschen 1945–1947 in Niederschlesien der größte Teil und in Oberschlesien ein nicht geringer Teil der Gebiete eine deutsche Bevölkerungsmehrheit hatte. Mit dem Anschluss an die Krone Böhmen 1348 wurde Schlesien Teil des Heiligen Römischen Reiches.

Sprachverteilung in der preußischen Provinz Schlesien 1905/06. Rot: Deutsch, blau: Polnisch, helleres grün im Südosten: Tschechisch und mittleres grün im südlichen Westen: Sorbisch.

In Niederschlesien schlossen sich große Teile der Bevölkerung der Reformation an, hier wurde erst seit dem 16. Jahrhundert bis ins 19. Jahrhundert Polnisch-Schlesisch im Gebiet östlich der Oder und um Breslau verdrängt. In Oberschlesien, wo die Grenze zwischen den Völkern fließend verlief, blieben deutsche wie slawische Schlesier mehrheitlich katholisch. Seit den Schlesischen Kriegen gehörte der größte Teil Schlesiens zum Königreich Preußen und seit 1871 zum Deutschen Reich. In der Zeit des Kaiserreichs waren in Schlesien die deutsche und die polnische bzw. schlesische Sprache verbreitet, in Niederschlesien wurden vor allem deutsch und schlesisch gesprochen, in Oberschlesien war die Bevölkerung mehrsprachig (Deutsch, Schlesisch, Oberschlesisch, Schlonsakisch, Polnisch, Lachisch und Tschechisch). 

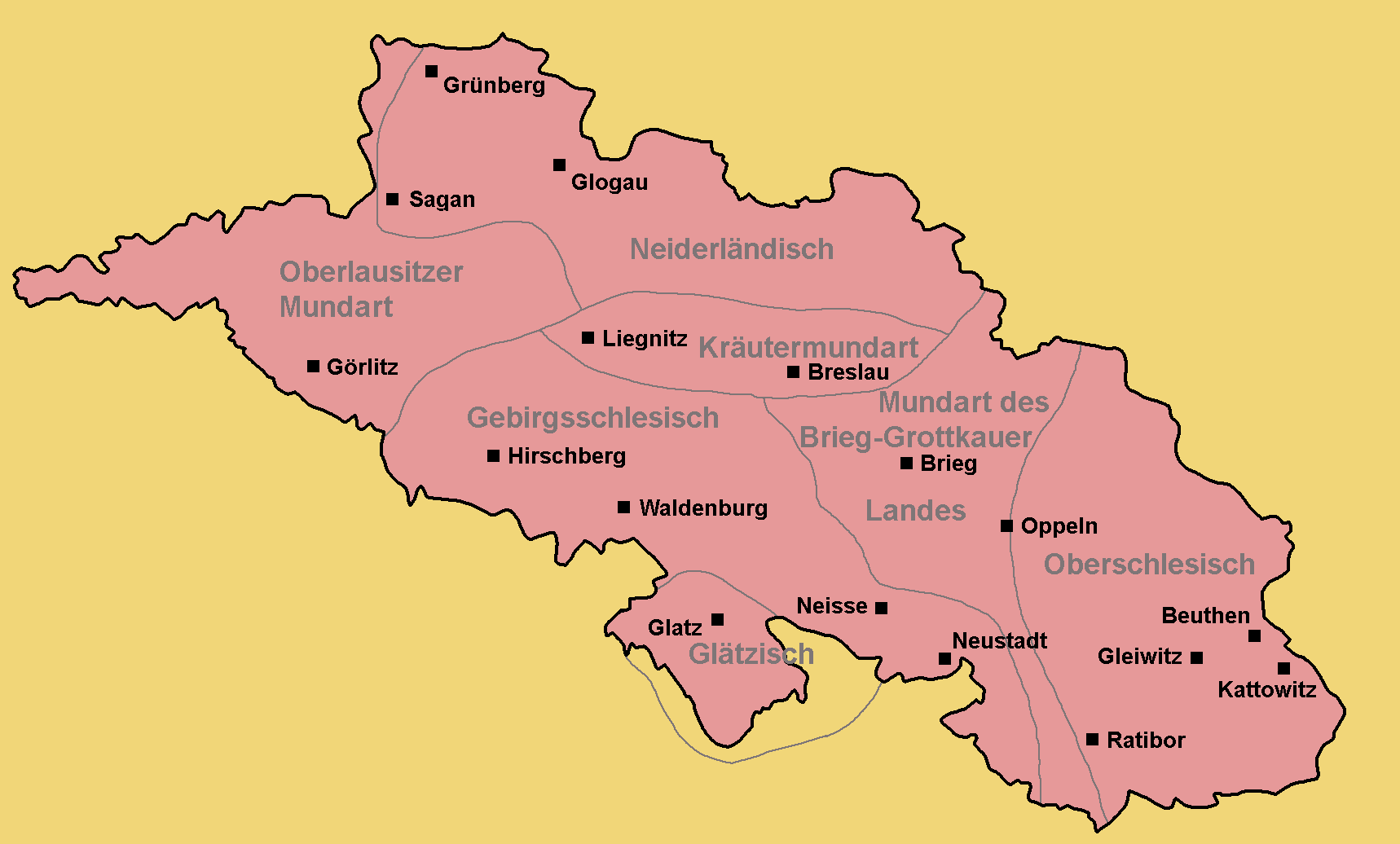
Karte der schlesischen Mundartgebiete.

Von 1922 bis 1939 gehörte das vom Deutschen Reich abgetrennte Ostoberschlesien als Autonome Woiwodschaft Schlesien zu Polen. Nach einer Volksabstimmung 1921 waren dort nur wenige deutschsprachige Schlesier verblieben. Laut der Volkszählung von 1931 betrug die Bevölkerungszahl dort 1.533.500, davon gaben 92,3 % der Bevölkerung den schlesisch-polnischen Dialekt Schlonsakisch als Erstsprache, Polnisch und schlesische Dialekte des Polnischen als Zweitsprache und 7 % Deutsch als ihre Muttersprache an. Schlonsakisch wurde (und wird) nur in Oberschlesien und den äußersten nordöstlichen Randgebieten Niederschlesiens gesprochen, während das heute polnische Niederschlesien bis auf winzige tschechische Sprachinseln rein deutschsprachig war.
Nach der Volkszählung 1939 lebten in Schlesien (ohne Ostoberschlesien) etwa 4,6 Millionen Menschen. Deutsche Schlesier bildeten bis 1945 die Mehrheit der Bevölkerung in Niederschlesien, während im deutschen Teil Oberschlesiens polnischsprachige Schlesier die Bevölkerungsmehrheit stellten. Eine genaue nationale Einteilung der Bevölkerung Schlesiens gestaltete sich allerdings als schwierig, da die Mehrheit kein klar ausgeprägtes nationales Bewusstsein hatte, sondern eher eine regionale Identität pflegte, die sich bis in die heutige Zeit hält. Trotz der Westverschiebung Polens und der darauf folgenden Vertreibung und Neuansiedlung verschiedener Bevölkerungsteile ist in Schlesien bis heute eine deutsche Minderheit präsent. 92 % der 152.900 in Polen lebenden Deutschen leben in Schlesien.

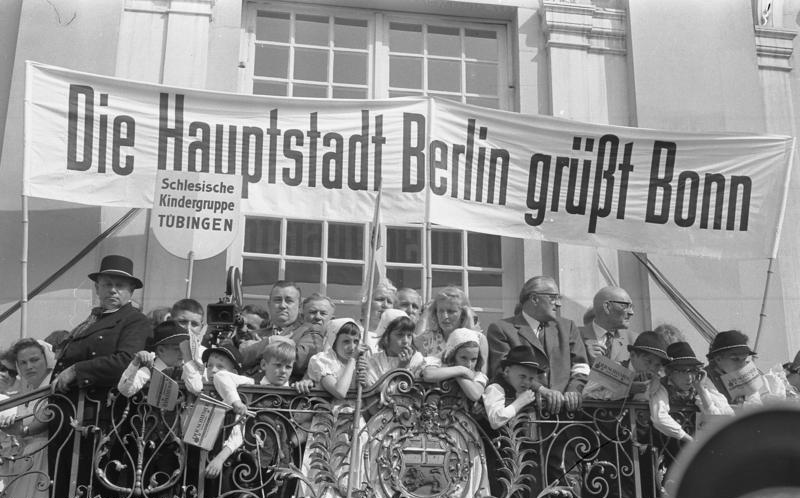
Schlesische Kindergruppe aus Tübingen, 1966

Bis 1950 haben 3,6 Millionen vertriebene Schlesier Aufnahme in der Bundesrepublik und der Deutschen Demokratischen Republik gefunden. Davon lebten zwei Drittel in der Bundesrepublik und ein Drittel in der DDR. Bei der Volkszählung 1970 wurde zum letzten Mal nach dem Vertriebenenstatus gefragt. Demnach lebten 1970 u. a. in Nordrhein-Westfalen eine Million, in Niedersachsen 600.000, in Bayern 460.000 und in Hessen etwa 200.000 vertriebene Schlesier und deren Nachkommen. Landsmannschaftlich organisierte Schlesier in der Bundesrepublik sind Mitglieder der Landsmannschaft Schlesien und der Landsmannschaft der Oberschlesier, Schlesier aus dem ehemals zur Tschechoslowakei gehörenden Schlesien organisieren sich innerhalb der Sudetendeutschen Landsmannschaft. In der DDR durften sich die Schlesier nicht organisieren.

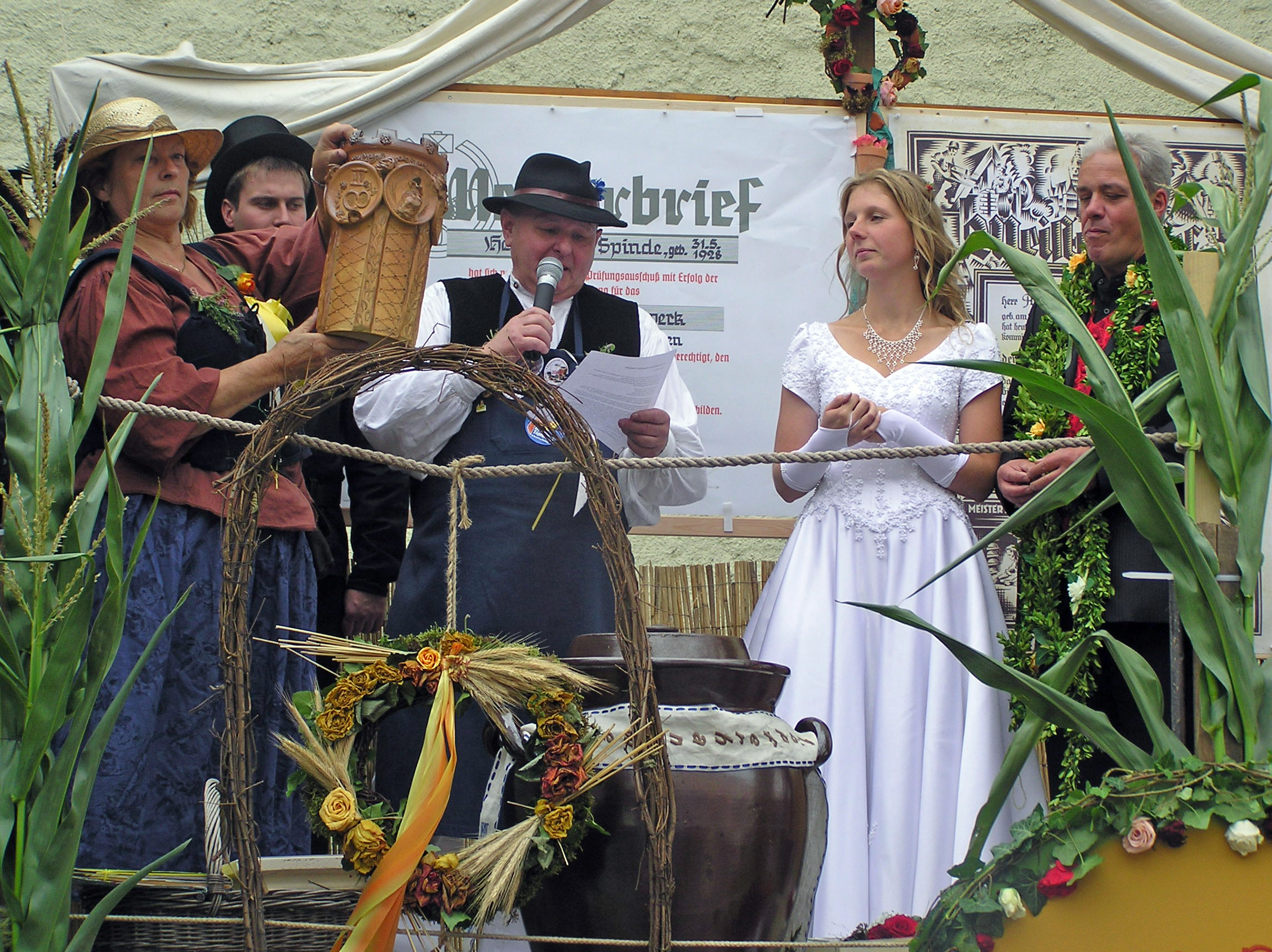
Schlesischer Tippelmarkt in Görlitz

Weitere Schlesier kamen nach 1950 als Aussiedler bzw. nach 1990 als Spätaussiedler in die Bundesrepublik. Westlich der Oder-Neiße-Grenze, im Görlitzer Raum, stellen sie die Mehrheit. Zudem sind sie als Heimatvertriebene in der Diaspora. Heute fühlt sich Görlitz besonders mit der Kultur und den Traditionen Schlesiens verbunden, was sich beispielsweise im Schlesischen Musikfestival, dem Schlesischen Tippelmarkt, dem Schlesischen Christkindelmarkt und dem Schlesischen Museum widerspiegelt. 
Tschechische Schlesier leben vor allem in Tschechisch-Schlesien. Der Anteil der Schlesier an der Gesamtbevölkerung Tschechiens beträgt heute ungefähr drei bis fünf Prozent. Tschechische Sprachinseln in schlesischem Gebiet gab es u. a. auch bei Wartenberg, Strehlen, Glatz und sich an das übrige tschechische Sprachgebiet anlehnend zwischen Neustadt und Ratibor. Einige Tschechen kamen als Glaubensflüchtlinge aus Böhmen nach Oberschlesien und ließen sich meistens in Kolonien nieder. Diese wurden zu einem Teil nach 1945 vertrieben oder mussten als sogenannte „Repatrianten“ in die Tschechoslowakei ziehen.

## Sprachen
Schlesier sprechen bzw. sprachen Deutsch bzw. dessen schlesische Mundarten, Polnisch und den schlesisch-polnischen Dialekt, sowie Tschechisch bzw. Lachisch als tschechisch-polnischen Übergangsdialekt.

## (Ober-)Schlesier als Nationalität

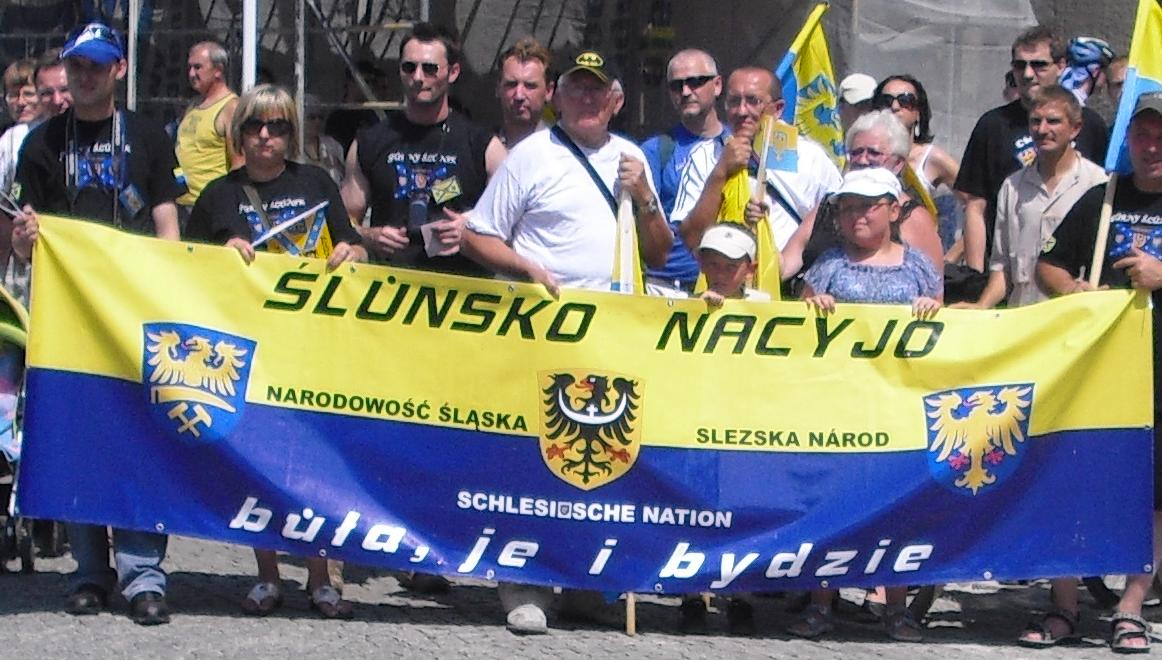
Schlesische Nationalisten

Es gibt in Polen auch eine Gruppe von Oberschlesiern, die sich weder der deutschen noch der polnischen Nationalität zugehörig fühlen. Dies kam besonders bei der Volkszählung 2002 zur Geltung, als 173.200 Bürger erstmals den nicht anerkannten Begriff schlesisch als Nationalität angaben. Bei der Volkszählung von 2011 gaben insgesamt 817.000 Bürger an, schlesischer Nationalität zu sein oder / bzw. Schlesier zu sein. 140.895 Personen (über 92 % von der Gesamtzahl) gaben 2002 in den Woiwodschaften Oppeln, Niederschlesien und Schlesien die deutsche Nationalität an. 2011 waren es in ganz Polen 26.000 Personen, die sich ausschließlich als Deutsche bezeichneten, 23.000 die sich primär und 61.000 die sich sekundär – neben einer anderen Nationalität – als Deutsche sahen. Wie auch bei anderen nationalen Minderheiten kann der Personenkreis der Schlesier je nach Art der Fragestellung unterschiedlichen Umfang haben („überwiegend Schlesier“ oder „auch Schlesier“, polnisches Schlesisch verstehen oder beherrschen, deutsches Schlesisch verstehen oder beherrschen).
Zu beachten ist, dass der Begriff „Schlesien“ bzw. „Schlesier“ im alltäglichen Sprachgebrauch nur auf Oberschlesien bzw. die Oberschlesier angewandt wird. Die Diskussion um eine schlesische Nationalität hat keinerlei Auswirkungen auf ein deutsches Selbstverständnis der nahezu vollständig von den Polen vertriebenen Niederschlesier oder Polen, die in Niederschlesien ansässig geworden sind und sich im regionalen Sinne als polnische Niederschlesier definieren.
| Angaben zur deutschen Nationalität in Polen 2002    | Angaben zur deutschen Nationalität in Polen 2021 | Angaben zur schlesischen Nationalität in Polen 2011                     | Angaben zur schlesischen Nationalität in Polen 2021                     | Angaben zur schlesischen Nationalität in Tschechisch-Schlesien 2021  |
| Deutsche Schlesier im polnischen Oberschlesien 2002 | Deutsche Schlesier im polnischen Schlesien 2021  | Personen mit schlesischer Nationalität im polnischen Oberschlesien 2011 | Personen mit schlesischer Nationalität im polnischen Oberschlesien 2021 | Personen mit schlesischer Nationalität in Tschechisch-Schlesien 2021 |